# Gare routière de Tallinn
La gare routière de Tallinn (estonien : Tallinna bussijaam) est la principale gare routière pur les bus à longue distance de Tallinn en Estonie,. 

## Dessertes
De la gare routière, les bus longue distance desservent à la fois le trafic intérieur de l'Estonie et les destinations internationales.

## Accès
La gare routière est située dans la partie sud-est du centre-ville dans le quartier de Juhkentali du district de Kesklinn. 
La gare routière est gérée par Mootor Grupp AS.
Les lignes de bus n°17 (J.Sütiste tee -	Bussijaam), n°23 (Kadaka - Bussijaam) et n°47 (Väike-Õismäe - Bussijaam)  de la Tallinna Linnatranspordi (TLT) ont pour terminus Bussijaam qui est l'arrêt de la gare routière de Tallinn.
Les lignes n°2 (Kopli - Ülemiste) et n°4 (Ülemiste - Tondi) du tramway de Tallinn de la TLT desservent aussi l'arrêt Bussijaam.